# Charithra Chandran
Charithra Chandran, née le 17 janvier 1997 à Perth, en Écosse, est une actrice britannique.

## Biographie
Née à Perth dans une famille indienne d'ethnie tamoule, elle a 2 ans lorsqu'elle suit son père en Inde après le divorce de ses parents. Elle grandit un temps auprès de ses grands-parents paternels en Inde.
De retour au Royaume-Uni deux ans plus tard, elle vit à Liverpool, dans le Suffolk puis à Oxford. Elle décroche en 2019 un bachelor en philosophie, politique et économie à l'université d'Oxford, tout en travaillant à temps partiel en tant qu'analyste au New Policy Institute.
Elle intègre ensuite le National Youth Theatre et participe à plusieurs spectacles de théâtre.

## Filmographie

### Cinéma

#### Courts métrages
- 2022 : The Talents de Paul Syrstad : Bekkie
- 2023 : Good Intentions de Yasen Zates Atour : Rahima
- 2024 : Maya : The Birth of a Superhero de Poulomi Basu et CJ Clarcke : Maya adolescente
- 2024 : Chloé de Matthias Salzburger : Chloé

#### Longs métrages
- 2021 : Les Éternels de Chloé Zhao : danseuse de Bollywood
- 2022 :Testament : The Parables Retold de Paul Syrstad : Bekkie
- 2022 : Class S de Darryl Duah-Boateng : Cherry (moyen métrage)
- 2024 : À la conquête de Billy Walsh de Alex Pillai : Amélia Brown
- 2025 : Fight or Flight de James Madigan : Isha Mandhal
- 2025 : Christmas Karma de Gurinder Chadha

### Télévision
Séries télévisées
- 2021 : Alex Rider : Sabina Pleasance
- 2022 : La Chronique des Bridgerton : Edwina Sharma (saison 2)
- 2022 : The Parables Retold : Bekkie (saison 1, épisode 4)
- 2023 : Pillow Talk : Stella (web série)
- 2024 : Dune : Prophecy : Francesca (jeune)
- 2026 : One Piece : Néfertari Vivi / Miss Wednesday[1]
- prochainement : Song of the Sun god : Leela
- Prochainement : Arzu : Arzu

### Podcasts
- 2022 : A Mid-Semester Night's Dream : Mia (6 épisodes)
- 2022 : Camille : Camille (BBC radio 3)
- 2025 : The Death and Life of River Song : Anne Boleyn (1 épisode)

### Théâtre
- 2024 : Instructions for a Teenage Armageddon de Rosie Jane Day et Georgie Staight : Eileen

### Clips
- 2022 : Mosquito de PinkPantheress

## Doublage

### Télévision
Séries télévisées
- 2023 : Star Wars : Visions de Lucasfilm : Annisoukaline "Anni" Kalfus
- 2024 : Nikhil and Jay de Chitra Soundar : Amma